# علي هزازي (لاعب كرة قدم مواليد فبراير 1994)
علي عبد الله هزازي، لاعب كرة قدم مرمى سعودي ، يلعب في نادي الاتفاق .
كانت بداياته في نادي القادسية و وقع مع نادي الاتفاق في عام 2017 عقد لمدة خمس سنوات يبدأ من مطلع عام 2018 .

## روابط خارجية
- علي هزازي على موقع قاعدة بيانات كرة القدم.إي يو (الإنجليزية)
- علي هزازي على موقع Soccerway.com (الإنجليزية)
- علي هزازي على موقع كووورة